# Friedrich Christian I. (Schleswig-Holstein-Sonderburg-Augustenburg)

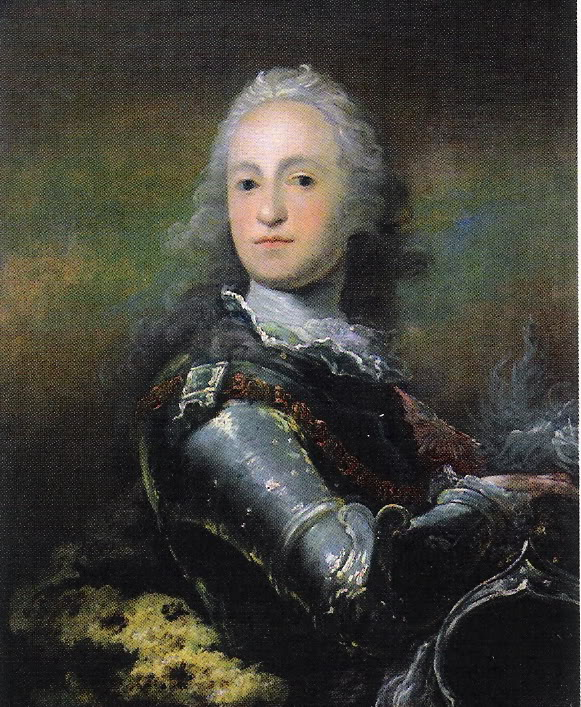
Friedrich Christian I. (1721–1794)

Friedrich Christian I. von Schleswig-Holstein-Sonderburg-Augustenburg (* 6. April 1721; † 13. November 1794 in Schloss Augustenburg) war Herzog von Schleswig-Holstein-Sonderburg-Augustenburg. Er war der älteste Sohn von Christian August (Schleswig-Holstein-Sonderburg-Augustenburg) (1696–1754) und seiner Frau Frederikke Louise Danneskiold-Samsøe (1699–1744).

## Leben
Als er 1754 Augustenburg und Gravenstein erbte, waren die Güter hoch verschuldet. Durch einen Verzicht auf seine Erbrechte in Schleswig und Holstein konnte er eine hohe Abfindung beim dänischen König erwirken und seinen Gutsbesitz auf Alsen und im Sundewitt erweitern. Dadurch wurde er zum größten Grundbesitzer in Schleswig. Auch der Neubau des Familiensitzes Schloss Augustenburg konnte dadurch veranlasst werden.
Friedrich Christian war dänischer General und Ritter des Elefanten-Ordens.

## Nachkommen
Am 26. Mai 1762 heiratete er in Reinfeld Prinzessin Charlotte Amalie Wilhelmine (1744–1770), Tochter von Herzog Friedrich Karl von Holstein-Plön. Das Paar hatte folgende Kinder:
- Luise (1763–1764)
- Louise Christine Caroline (1764–1815)
- Friedrich Christian II. (1765–1814) ⚭ Prinzessin Louise Auguste von Dänemark
- Friedrich Karl Emil (1767–1841), dänischer General ⚭ Sophie von Scheel (1776–1836), Tochter von Jürgen Erich Scheel
- Christian August (1768–1810), dänischer General und schwedischer Thronfolger, starb aber, bevor er den Thron übernehmen konnte
- Sophie Amelie (1769)
- Karl Wilhelm (1770–1771)